# Designer de jocuri
Un designer de jocuri video este o persoană care se ocupă cu designul unui joc. Cuvântul se poate referi un designer de jocuri video sau de masă.

### Grupuri de știri
- en comp.games.development.design via Google Groups
- en rec.games.design via Google Groups